# Acaxochitlán
Acaxochitlán là một đô thị thuộc bang Hidalgo, México. Năm 2005, dân số của đô thị này là 34892 người.